# Tobias Knopp – Abenteuer eines Junggesellen
Tobias Knopp – Abenteuer eines Junggesellen ist ein Zeichentrickfilm von Wolfgang Liebeneiner aus dem Jahr 1949, der auf dem ersten Teil der Knopp-Trilogie von Wilhelm Busch basiert. Er kam am 24. Februar 1950 in die deutschen Kinos und ist der erste abendfüllende Zeichentrickfilm der Nachkriegszeit.

## Handlung
Der wohlhabende Tobias Knopp wird mit den Jahren immer einsamer und verschrobener. Er hat sich gehen lassen, an Körperumfang ordentlich zugelegt und die Haare sind ihm ausgegangen. Dabei hat er zu lange auf die richtige Frau gewartet und ist unfreiwillig Junggeselle geblieben.
Doch nun will er es noch einmal wissen und möchte sich doch noch vermählen. Aber erstmal muss dafür noch die richtige Frau gefunden werden und so begibt sich Knopp auf eine Brautschau durch die deutschen Lande. Dabei besucht er seine bereits langjährig vermählten Freunde und lässt sich von ihnen allerlei Tipps geben, wie man denn nun eine Frau kennenlernen und deren Herz erobern kann. Auf seiner Reise lernt Knopp dann so einiges über die unterschiedlichen Facetten des Ehelebens. Nach unzähligen Abenteuern findet er aber letztendlich keine adäquate Partnerin und kehrt frustriert nach Hause zurück. Da er befürchtet, bis an sein Lebensende ein einsames Dasein fristen zu müssen, macht er schließlich seiner Haushälterin Dorothee einen Heiratsantrag, die diesen annimmt.

## Kritik
„Aus der enttäuschend endenden Freierfahrt des Junggesellen Tobias Knopp wurde ein mit Sprechpartien und Gesang etwas breit ausgeschmückter Zeichentrickfilm nach den Bilderbögen von Wilhelm Busch. Anspruchlos-nette Unterhaltung, filmhistorisch eine reizvolle Randnotiz“, urteilte das Lexikon des internationalen Films.

## Synchronisation
Die Synchronbearbeitung entstand bei der Alfa-Film Produktion, Göttingen. Synchronregie führte Wolfgang Liebeneiner.
| Rolle                          | Synchronsprecher     |
| ------------------------------ | -------------------- |
| Tobias Knopp                   | Wolfgang Liebeneiner |
| Piepo                          | Werner Finck         |
| Plünne                         | Erich Ponto          |
| Mücke                          | Gerd Martienzen      |
| Krökel                         | Günther Lüders       |
| Förster Knarrtje               | René Deltgen         |
| Dorothee                       | Hannelore Schroth    |
| Babbelmann                     | Otto Gebühr          |
| Adele                          | Grethe Weiser        |
| Rektor Debisch                 | Harald Paulsen       |
| Sauerbrot                      | Albert Florath       |
| Sänger des Junggesellen-Liedes | Will Höhne           |